# Lectoescriptura constructivista
La lectura i l'escriptura són dos processos estretament relacionats que des d'una visió constructivista de l'aprenentatge han de tenir una finalitat comuna: la construcció i la interpretació de significats. Cal transmetre als alumnes el veritable valor funcional de saber llegir i escriure, el qual no és cap altre que comunicar-se i interaccionar amb l'entorn. Cal deixar de banda aquelles activitats que plantegen la lectoescriptura com una simple activitat de l'escola.
Tal com han posat de manifest Teberosky i Ferreiro, els alumnes arriben a l'escola amb un ampli bagatge de coneixements sobre llengua, saben imitar l'acte de llegir i escriure, saben que té una funcionalitat, etc. Els docents han d'aprofitar aquest bagatge que porten els alumnes per tal d'acompanyar-los en el camí d'aprenentatge de la lectoescriptura, el qual no és un procés arbitrari, sinó que segueix diverses etapes consecutives que el porten a la fita final.
La primera d'aquestes etapes és la que podem anomenar etapa de les escriptures presil·làbiques.Durant aquesta etapa els alumnes encara no han descobert el valor de les lletres, simplement imiten als adults. Per llegir es valen de les imatges que acompanyen al text, i per escriure utilitzen dibuixos, gargots i lletres conegudes per a ells, per exemple les del seu nom, ja que per a ells és molt significatiu.
Una vegada superada aquesta fase, comença a haver-hi una correspondència entre allò que el nen diu i allò que escriu, tot i que encara no escriu tots els sons de la paraula, sinó que escriu una grafia per cada síl·laba, normalment les vocals, tot i que hi ha alumnes que escriuen les consonants. Així doncs, per escriure "CADIRA" el nen escriuria "AIA". Aquesta és l'etapa que podem anomenar de les escriptures sil·làbiques.
Posteriorment, començarà a escriure més d'una grafia per a cada síl·laba, fins que progressivament hi haurà una total correspondència entre els sons i les paraules escrites.
Cal dir que no hi ha una edat per passar per aquestes fases, cada alumne segueix el seu ritme d'aprenentatge, per tal dins l'aula és molt important que es respectin els ritmes de treball.